# Шведський залізничний музей
Шведський залізничний музей (швед. Sveriges järnvägsmuseum) — шведський державний музей залізничного транспорту. У музеї представлені матеріали, що висвітлюють історію залізниць Швеції починаючи з середини XIX століття.

## Історія
Заснований 1915 року як невеличкий залізничний музей на території центрального вокзалу у Стокгольмі. 1942 року локомотиви і рухомий склад музею було розташовано на станції Tomteboda, що на півночі Стокгольму. З 1970 року музей розташований у місті Євле.

## Колекція
У колекції музею знаходиться близько 100 локомотивів, понад 150 вагонів, а також фотоматеріали.

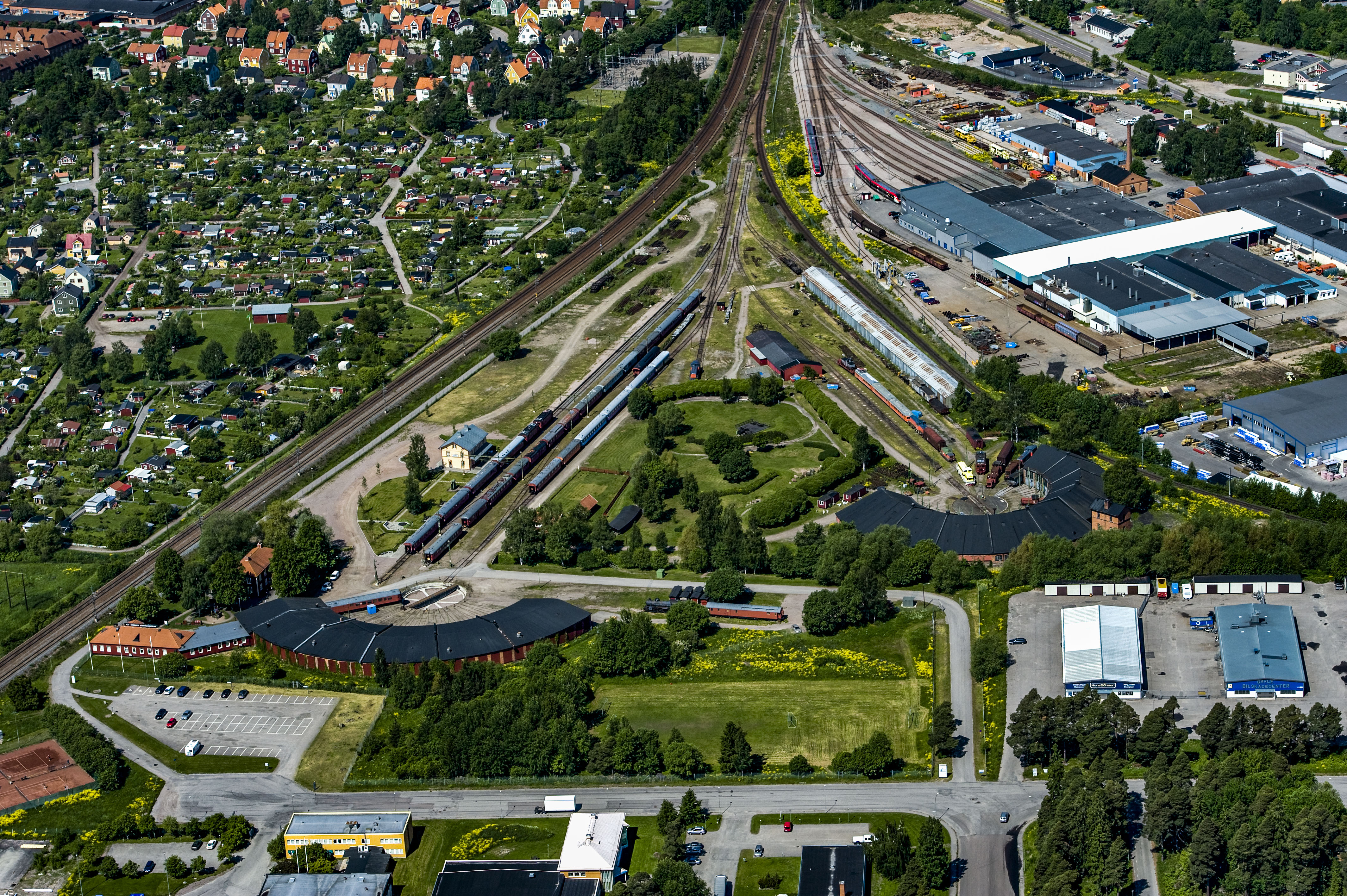
Вид на музей з висоти пташиного польоту.
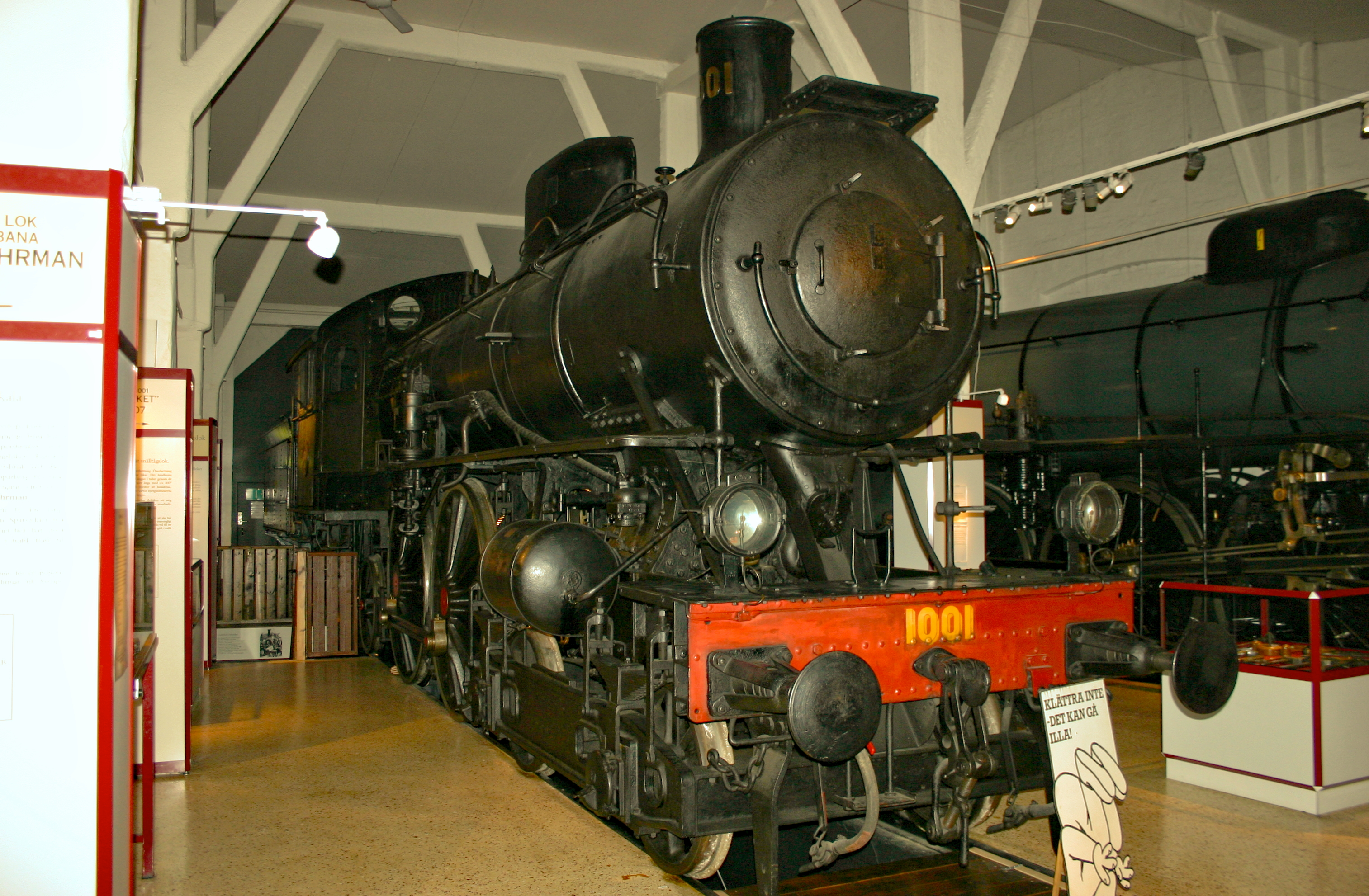
Паровоз серії «А». 1906—1909.
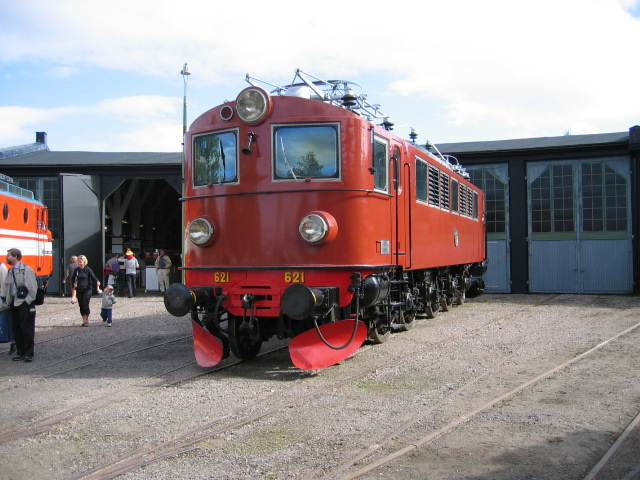
Електровоз серії «F». 1942—1949.